# ポアンカレ不等式
数学において、ポアンカレ不等式（ポアンカレふとうしき、英: Poincaré inequality）は、フランスの数学者アンリ・ポアンカレの名にちなむ、ソボレフ空間の理論に関する一結果である。この不等式では、ある函数の評価を得るために、導函数の評価と定義域の幾何を利用することになる。そのような評価は近年の、変分法における直接解法において非常に重要なものとなっている。非常に密接な結果の一つに、フリードリヒの不等式がある。

## 不等式の内容

### 古典的なポアンカレ不等式
p は 1 ≤ p < ∞ を満たすものとし、Ω は少なくとも一つの境界を持つ部分集合とする。このとき、Ω と p にのみ依存する定数 C で、ソボレフ空間 W01,p(Ω) 内のすべての函数 u に対して次を満たすものが存在する。
{\displaystyle \|u\|_{L^{p}(\Omega )}\leq C\|\nabla u\|_{L^{p}(\Omega )},}

### ポアンカレ＝ヴィルティンガー不等式
1 ≤ p ≤ ∞ とし、Ω はリプシッツ境界を持つ n-次元ユークリッド空間 Rn の有界連結開部分集合とする（すなわち、Ω はリプシッツ領域である）。このとき、Ω と p にのみ依存する定数 C で、ソボレフ空間 W1,p(Ω) 内のすべての函数 u に対して次を満たすものが存在する。
{\displaystyle \|u-u_{\Omega }\|_{L^{p}(\Omega )}\leq C\|\nabla u\|_{L^{p}(\Omega )}.}
ここに
{\displaystyle u_{\Omega }:={\frac {1}{|\Omega |}}\int _{\Omega }u(y)\,\mathrm {d} y}
は Ω についての u の平均値で、|Ω| は領域 Ω のルベーグ測度を表す。Ω が球のとき、この不等式は (p,p)-ポアンカレ不等式と呼ばれる。より一般の領域 Ω に対しては、この不等式はソボレフ不等式として有名である。

### 一般化
測度距離空間（例えば、部分リーマン多様体）の関連で、空間内の各球 B に対してある定数 C と {\displaystyle \lambda \geq 1} が存在し
{\displaystyle \mu (B)^{-1/q}\|u-u_{B}\|_{L^{q}(B)}\leq C{\text{rad}}(B)\mu (B)^{-1/p}\|\nabla u\|_{L^{p}(\lambda B)}}
が成立するなら、そのような空間は {\displaystyle 1\leq q,p<\infty } に対する (q,p)-ポアンカレ不等式をサポートするものである。測度距離空間の関連で、{\displaystyle |\nabla u|} は Heinonen and Koskela [J. Heinonen and P. Koskela, Quasiconformal maps in metric spaces with controlled geometry, Acta Math. 181 (1998), 1–61] の意味で極小 p-弱上勾配である。
ポアンカレ不等式には他のソボレフ空間に対する一般化も存在する。例えば（Garroni & Müller (2005)に現れる）次のポアンカレ不等式は、ソボレフ空間 H1/2(T2) 、すなわちフーリエ変換 û を持つ単位トーラス T2 のL2 空間における函数 u で
{\displaystyle [u]_{H^{1/2}(\mathbf {T} ^{2})}^{2}=\sum _{k\in \mathbf {Z} ^{2}}|k|{\big |}{\hat {u}}(k){\big |}^{2}<+\infty }
を満たすものの空間に対するものである：ある開集合 E ⊆ T2 上で恒等的にゼロであるようなすべての u ∈ H1/2(T2) に対して、ある定数 C が存在し、
{\displaystyle \int _{\mathbf {T} ^{2}}|u(x)|^{2}\,\mathrm {d} x\leq C\left(1+{\frac {1}{\mathrm {cap} (E\times \{0\})}}\right)[u]_{H^{1/2}(\mathbf {T} ^{2})}^{2}}
が成立する。ここに cap(E × {0}) は、R3 の部分集合と考えられたときの E × {0} の調和容量である。

## ポアンカレ定数
ポアンカレ不等式における最適な定数 C は、領域 Ω に対するポアンカレ定数（Poincaré constant）としても知られる。ポアンカレ定数を決定することは、一般には p の値と領域 Ω の形状に依存する非常に難しい問題である。しかし、いくつかの特別な場合では決定することが出来る。例えば、Ω をある有界かつ凸なリプシッツ領域で、その直径は d であるとすると、ポアンカレ定数は p = 1 に対しては高々 d/2 であり、p = 2 に対しては高々 {\displaystyle \scriptstyle {d^{2}/\pi ^{2}}} である（Acosta & Durán 2004; Payne & Weinberger 1960）。またこれは、直径のみに関するポアンカレ定数の最適な評価である。滑らかな函数に対しては、この問題は函数の等位集合に対する等周不等式の応用として捉えることが出来る。
しかしいくつかの特別な場合では、定数 C は具体的に決定することが出来る。例えば p = 2 の場合、単位直角二等辺三角形の領域に対しては C = 1/π（ < d/π。ただし {\displaystyle \scriptstyle {d={\sqrt {2}}}}）であることが知られている（例えば Kikuchi & Liu (2007) を参照）。
さらに、滑らかな有界領域 {\displaystyle \Omega } に対して、空間 {\displaystyle W_{0}^{1,2}(\Omega )} におけるラプラス作用素のレイリー商は、（負の）ラプラシアンの極小固有値 λ1 に対応する固有函数によって最小化されるため、任意の {\displaystyle u\in W_{0}^{1,2}(\Omega )}に対して
{\displaystyle \displaystyle ||u||_{L^{2}}^{2}\leq \lambda _{1}^{-1}||\nabla u||_{L^{2}}^{2}}
が成立することは簡単な帰結である。さらにこの定数 λ1 は最適なものである。